# Ludwig Gattermann

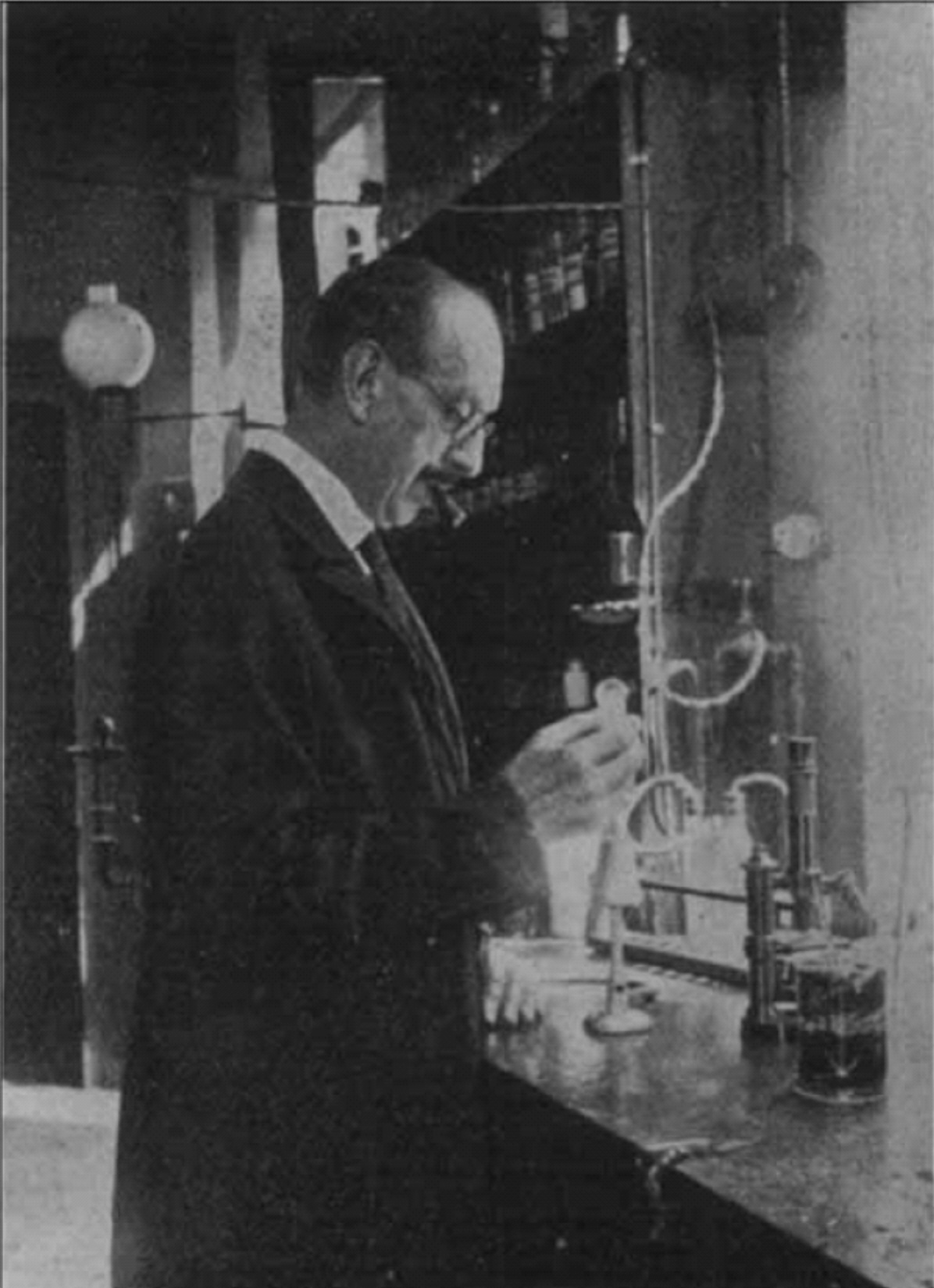
L. Gattermann um 1915

Friedrich August Ludwig Gattermann (* 20. April 1860 in Goslar; † 20. Juni 1920 in Freiburg im Breisgau) war ein deutscher Chemiker.

## Leben
Ludwig Gattermann studierte Chemie in Leipzig, Heidelberg und Berlin. Er wurde an der Universität Göttingen im Arbeitskreis von Hans Hübner mit der Arbeit Über einige Derivate des m-Nitro-p-Toluidins promoviert und folgte Victor Meyer als Assistent nach Heidelberg. 1900 wurde er als Professor für Chemie an die naturwissenschaftliche Fakultät der Universität Freiburg berufen. Er untersuchte als Nachfolger von Adolf Claus sowohl die Chemie der aromatischen Kohlenwasserstoffe als auch die instabiler anorganischer Verbindungen wie des Trichloramins.
Unter anderem fand er heraus, dass in Gegenwart von Blausäure Zigarren anders schmecken.
Nach ihm benannt sind unter anderem die Gattermann-Reaktion, die Gattermann-Synthese und die Gattermann-Koch-Synthese. Bekannt wurde er vor allem durch sein vielfach neu aufgelegtes Lehrbuch der Praxis der organischen Chemie, auch als Gattermann´s Kochbuch bekannt. 1888 wurde Gattermann zum Mitglied der Leopoldina berufen. 1909 wurde er außerordentliches Mitglied der Heidelberger Akademie der Wissenschaften.

## Schriften (Auswahl)

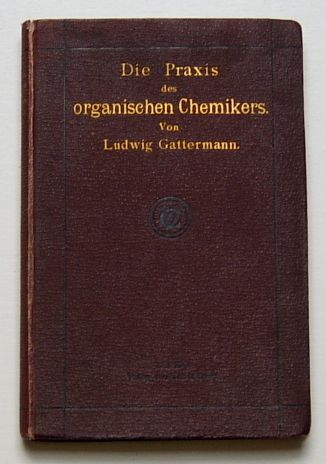
Gattermann Originalausgabe 1894

- Die Praxis des organischen Chemikers. Verlag von Veit & Comp., Leipzig 1894
  - 2. Auflage ebenda 1896. Digitalisierte Ausgabe
  - 11. Auflage ebenda 1912
  - 15. Auflage, Walter de Gruyter, Berlin 1920. Digitalisierte Ausgabe der Universitäts- und Landesbibliothek Düsseldorf.
  - fortgeführt von Heinrich Wieland und Theodor Wieland bis zur 43. Auflage 1982, ISBN 3-11-006654-8.
- Tabelle zur Berechnung der volumetrischen Stickstoff-Bestimmungen.Veit, Leipzig 1906. Digitalisierte Ausgabe.